# 슈리 (오키나와현)

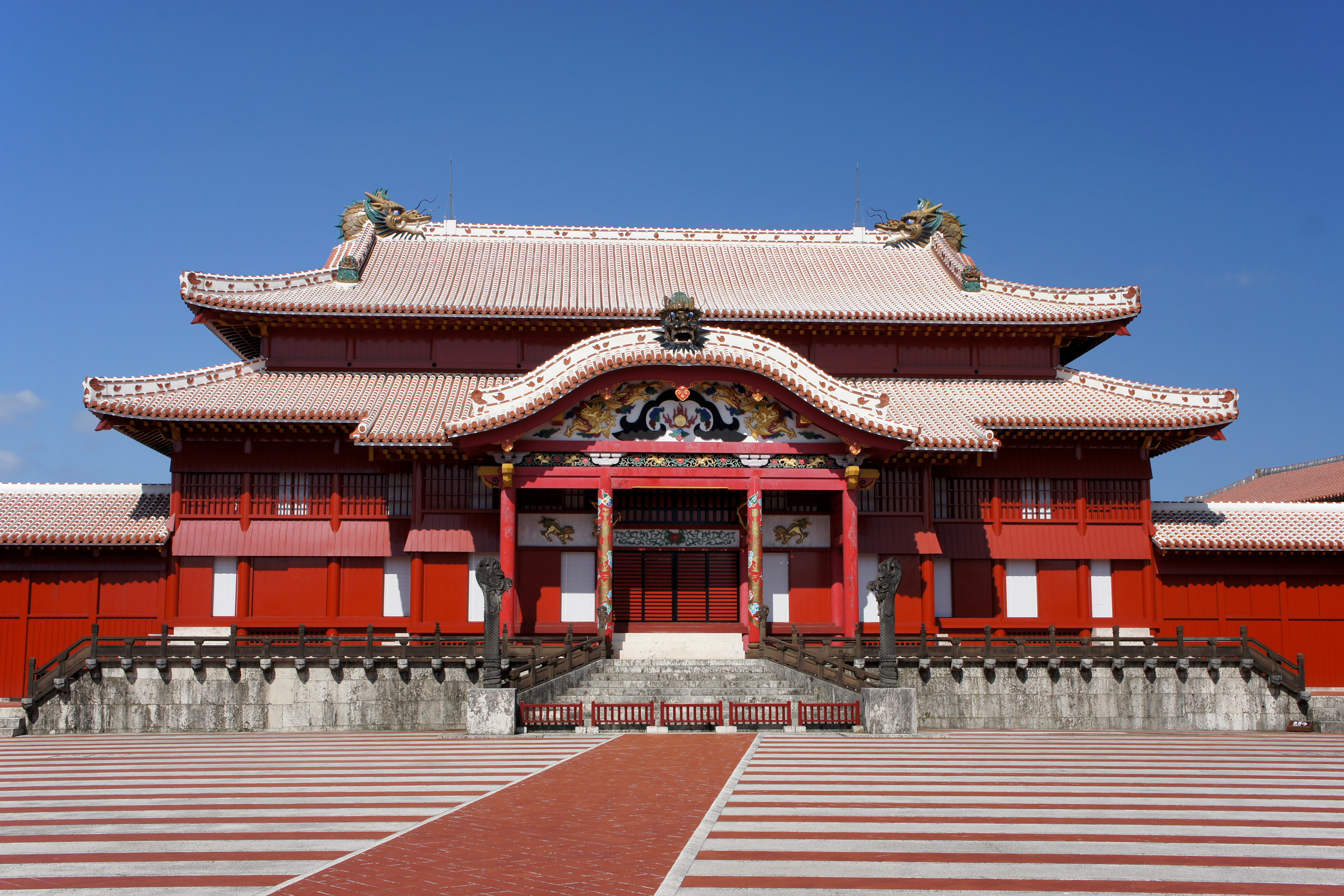
슈리성 정전

슈리(일본어: 首里, しゅり, 류큐어: 스이)는 일본 오키나와현 나하시의 지구로 나하시의 북동부에 위치한다. 일찍이 슈리시(일본어: 首里市 슈리시[*], 제도 시행 이전에는 슈리구(일본어: 首里区 슈리쿠[*]))였던 지구이며 과거 류큐 왕국의 수도였던 곳이다.

## 슈리시
슈리시(首里市)는 오키나와현에 존재했던 시이다. 1954년 9월 1일 나하시에 편입 및 합병되어 폐지되었다.